# Handelsflagge

Vexillologisches Symbol für Handelsflaggen nach W. Smith

Als Handelsflagge wird die Flagge bezeichnet, die von Handelsschiffen und anderen Schiffen im privaten Besitz als Nationalflagge gehisst wird. Eine veraltete Bezeichnung für die Handelsflagge ist Kauffahrteiflagge.
Die Handelsflagge ist neben der Kriegsflagge eine der beiden ursprünglichen Ausprägungen der Nationalflagge. In den meisten Ländern führten ursprünglich alle Schiffe die gleiche Flagge, unabhängig davon, ob sie in privatem oder staatlichem Besitz waren, und unabhängig davon, ob sie bewaffnet oder unbewaffnet waren. Im Laufe der Zeit bildete sich jedoch in vielen Ländern (zunächst vor allem Großbritannien) eine Unterscheidung zwischen der Flagge für die bewaffneten Schiffe des Staates (der Kriegsmarine und anderer bewaffneter Kräfte) und der Flagge für die privaten, unbewaffneten Schiffe heraus. Einige Länder, wie z. B. Frankreich und die USA, haben nach wie vor nur eine Flagge für alle Zwecke der Schifffahrt (Nationalflagge).
Heute ist die Handelsflagge die Flagge für alle Schiffe, die in einem Land registriert sind, außer sie sind berechtigt, eine andere, abweichende Flagge zu führen. Das Recht zu ihrer Führung wird durch ein staatliches Flaggenzeugnis verliehen.

## Die deutsche Handelsflagge
Die deutsche Handelsflagge ist die einfache Bundesflagge (schwarz-rot-gold). Als solche wird sie seit 1950 in der Bundesrepublik Deutschland, und seit 1990 im wiedervereinigten Deutschland geführt.
| Handelsflagge Deutschlands |
| -------------------------- |

### Historische deutsche Handelsflaggen

Deutschland 1848–1849
Norddeutscher Bund 1867–1871
Deutsches Reich 1871–1919
Deutsches Reich (ab 1896 für Schiffe, deren Kapitäne ehem. Seeoffiziere waren)
Weimarer Republik 1919–1933
Weimarer Republik (alternativ ab 1921 für Schiffe, deren Kapitäne ehem. Seeoffiziere waren)
Deutsches Reich 1933–1935
Deutsches Reich 1935–1945
Besatzungszonen 1946–1949/1950 (Erkennungsflagge für deutsche Handelsschiffe)
BR Deutschland und DDR 1949–1959
DDR 1959–1973
DDR 1973–1990

## Die österreichische Handelsflagge
Die Handelsflagge von Österreich ist seit 1919 die österreichische Bundesflagge Rot-Weiß-Rot in den Proportionen 2:3. Sie wird sowohl von Seeschiffen als auch von Binnenschiffen geführt.
| Handelsflagge Österreichs |
| ------------------------- |

### Historische österreichische Handelsflaggen

Österreich 1786–1869
Österreich-Ungarn 1869–1918

## Die Handelsflagge der Schweiz
Als Binnenland verfügte die Schweiz bis zum Zweiten Weltkrieg über keine Seeschifffahrt und daher über keine spezielle Handelsflagge. Die Binnenschiffe führten (und führen zumeist auch heute) die Flagge der Schweiz im quadratischen Format.
Für die wenigen Seeschiffe wurde 1941 eine Flagge in den Proportionen 2:3 eingeführt.
| Handelsflagge der Schweiz (Seeschiffe und z. T. Binnengewässer) | Handelsflagge der Schweiz (Binnengewässer) |
| --------------------------------------------------------------- | ------------------------------------------ |

## Handelsflaggen anderer Länder
In vielen Ländern ist die Handelsflagge mit der allgemeinen Nationalflagge identisch, z. B. in Frankreich, den USA, Russland, den Niederlanden.
Handelsflaggen, die sich von der allgemeinen Nationalflagge unterscheiden, lassen sich in fünf Kategorien einteilen:
- Red Ensigns nach britischem Vorbild, d. h. rote Flaggen mit (zumeist) der jeweiligen Nationalflagge im Obereck. Dieses Modell wird in einer ganzen Reihe von ehemaligen britischen Kolonien verwendet. Die Handelsflaggen von Territorien, die heute noch britische Kolonien sind, sind Red Ensigns mit dem jeweiligen Wappen im fliegenden Ende.
- deutlich von der Nationalflagge abweichende Handelsflaggen, z. B. Malta oder Luxemburg.
- Nationalflaggen mit einem zusätzlichen Emblem, z. B. dem polnischen Wappen oder der Aufschrift DIOS UNION LIBERTAD in der salvadorianischen Handelsflagge.
- Vereinfachte Nationalflaggen, d. h. die einfachere Ausführung der Nationalflagge ohne das Staatswappen. In vielen lateinamerikanischen Staaten ist es Praxis, die einfachere Flagge als Handelsflagge (und z. T. auch bürgerliche Flagge zu Land) zu verwenden, während staatliche Stellen und das Militär die Version mit dem Wappen führen.
- Handelsflaggen, die sich nur in den Proportionen von der Nationalflagge unterscheiden: einige ehemalige britische Kolonien verwenden für Flaggen zu Land die Proportionen 3:5, zur See jedoch 1:2; in den Nachfolgestaaten Jugoslawiens ist es umgekehrt, dort wird zur See 2:3, zu Land 1:2 verwendet.

### Red Ensigns nach britischem Vorbild
| Vereinigtes Königreich |                | Guernsey       | Isle of Man | Jersey                 |           |          |
| Brit. Jungferninseln   | Cayman Islands | Falklandinseln | Gibraltar   | Turks- u. Caicosinseln |           |          |
| Australien             | Bahamas        | Bangladesch    | Fidschi     | Ghana                  | Indien    | Malaysia |
| Nigeria                | Mauritius      | Neuseeland     | Pakistan    | Salomonen              | Sri Lanka | VAE      |

### Von der Nationalflagge deutlich abweichend
| Albanien | Israel | Luxemburg | Malta | Singapur |
| -------- | ------ | --------- | ----- | -------- |

### Nationalflagge mit zusätzlichem Emblem
| El Salvador | Italien | Kolumbien | Marokko | Polen | Saudi-Arabien | Taiwan |
| ----------- | ------- | --------- | ------- | ----- | ------------- | ------ |

### Einfachere Ausführung der Nationalflagge
| Andorra   | Argentinien | Bolivien | Costa Rica | Dominikanische Rep. | Ecuador |           |
| Guatemala | Haiti       | Peru     | San Marino | Serbien             | Spanien | Venezuela |
| --------- | ----------- | -------- | ---------- | ------------------- | ------- | --------- |

### Von der Nationalflagge nur in den Proportionen verschieden
| Belgien | Frankreich | Grenada | Guyana | Kroatien | Schweiz | Slowenien | Trinidad und Tobago |
| ------- | ---------- | ------- | ------ | -------- | ------- | --------- | ------------------- |